# Alfons Laridon
Alfons Achille Laridon (Oostende, 17 januari 1926 - 29 april 2002) was een Belgisch volksvertegenwoordiger.

## Levensloop
Laridon promoveerde in 1951 tot licentiaat in de economische wetenschappen aan de Rijksuniversiteit Gent. Hij werd leraar en studieprefect.
Hij werd verkozen tot gemeenteraadslid van Oostende over de perioden 1965-1970 en 1983-1994. Van 1971 tot 1983 was hij schepen voor cultuur, onderwijs en financies. Vanaf 1990 zetelde hij als onafhankelijke.
In 1971 werd hij voor de BSP verkozen tot lid van de Kamer van volksvertegenwoordigers voor het arrondissement Oostende en oefende dit mandaat uit tot in 1991. In de periode december 1971-oktober 1980 zetelde hij als gevolg van het toen bestaande dubbelmandaat ook in de Cultuurraad voor de Nederlandse Cultuurgemeenschap, die op 7 december 1971 werd geïnstalleerd. In de legislaturen 1977-1978 en 1979-1980 maakte hij als tweede ondervoorzitter respectievelijk secretaris deel uit van het Bureau (dagelijks bestuur) van de Cultuurraad. Vanaf 21 oktober 1980 tot november 1991 was hij lid van de Vlaamse Raad, de opvolger van de Cultuurraad en de voorloper van het huidige Vlaams Parlement. Ook in de Vlaamse Raad had hij als secretaris zitting in het Bureau van oktober 1980 tot oktober 1988.
Eind jaren tachtig kwam hij in meningsverschil met zijn partij aangaande de toekomst van het gemeenschapsonderwijs. Hij verliet in 1990 de SP en zetelde vanaf dan als onafhankelijke. Bij de Kamerverkiezingen van 1991 kwam hij op met een scheurlijst onder de naam Onafhankelijk Alliantie Tweeduizend Nieuw Beleid-OATNB. Deze lijst haalde 1,54 % in het kiesarrondissement Oostende-Veurne-Diksmuide.
Hij richtte in Oostende een afdeling op van het Vermeylenfonds.

## Publicatie
- Schoolstrijd en Schoolpact, 1988.